# سوسیالیسم دولتی
سوسیالیسم دولتی، جامعه‌گرایی دولتی یا جامعه‌خواهی دولتی (به انگلیسی: State socialism) یک ایدئولوژی سیاسی و اقتصادی در جنبش سوسیالیستی است که از مالکیت دولتی بر ابزار تولید پشتیبانی می‌کند. این یا به‌عنوان یک اقدام موقت یا به‌عنوان یک ویژگی سوسیالیسم در گذار از شیوه تولید سرمایه‌داری به سوسیالیستی یا به یک جامعه کمونیستی در نظر گرفته شده‌است. سوسیالیسم دولتی اولین بار توسط فردیناند لاسال تئوریزه شد. سوسیالیسم دولتی از یک اقتصاد برنامه‌ریزی‌شده حمایت می‌کند که توسط دولت کنترل می‌شود و تمام صنایع و منابع طبیعی دولتی هستند.
گذشته از آنارشیست‌ها و دیگر سوسیالیست‌های لیبرترین، در گذشته، سوسیالیست‌ها به مفهوم سوسیالیسم دولتی به‌عنوان مؤثرترین شکل سوسیالیسم باور داشتند. سوسیالیسم دولتی از دهه ۱۹۷۰ با رکود تورمی در طول بحران انرژی دهه ۱۹۷۰ و ظهور نئولیبرالیسم و بعداً با سقوط کشورهای سوسیالیست دولتی در بلوک شرق در طول انقلاب‌های ۱۹۸۹ و تلاشی اتحاد جماهیر شوروی افول کرد.
سوسیالیست‌های لیبرترین اغلب سوسیالیسم دولتی را مترادف با سرمایه‌داری دولتی می‌دانند و استدلال می‌کنند که نظام‌های اقتصادی دولت‌های مارکسیستی–لنینیستی مانند اتحاد جماهیر شوروی به دلیل ماهیت خودکامه‌شان، واقعاً سوسیالیستی نبودند. سوسیالیست‌های دموکرات و لیبرترین دعوی دارند که این دولت‌ها فقط تعداد محدودی از ویژگی‌های سوسیالیستی داشتند. با این حال، برخی دیگر معتقد بودند که کارگران در اتحاد جماهیر شوروی سوسیالیستی و سایر دولت‌های مارکسیست–لنینیست کنترل واقعی بر وسایل تولید از طریق نهادهایی مانند اتحادیه‌های کارگری داشتند. دانشگاهیان، مفسران سیاسی و دیگر محققان تمایل دارند بین  سوسیالیسم دولتی اقتدارگرا و سوسیالیسم دولتی دموکراتیک تمایز قائل شوند که اولی نماینده بلوک شرق و دومی نماینده کشورهای بلوک غرب است که به‌طور دموکراتیک توسط احزاب سوسیالیستی مانند پادشاهی بریتانیا، جمهوری فرانسه، سوئد و سوسیال دموکرات‌های غربی اداره می‌شوند.
به‌عنوان یک طبقه‌بندی در جنبش سوسیالیستی، سوسیالیسم دولتی در تضاد با سوسیالیسم لیبرترین قرار می‌گیرد، زیرا دیدگاه ساخت سوسیالیسم با استفاده از نهادهای دولتی موجود و سیاست‌های دولتی را رد می‌کند. در مقابل، طرفداران سوسیالیسم دولتی ادعا می‌کنند که دولت —از طریق ملاحظات عملی حاکمیتی— باید حداقل نقشی موقت در ساختن سوسیالیسم ایفا کند. در این سوژه می‌توان یک دولت سوسیالیستی دموکراتیک را تصور کرد که مالک ابزار تولید است و در داخل به شکل مشارکت‌محور و تعاونی سازماندهی شده‌است و بدین وسیله به مالکیت اجتماعی دارایی مولد و دموکراسی محل کار دست می‌یابد. امروزه، سوسیالیسم دولتی عمدتاً توسط مارکسیست–لنینیست‌ها و سایر سوسیالیست‌های حامی دولت سوسیالیستی حمایت می‌شود.

## پیشینه
نقش دولت در سوسیالیسم، جنبش سوسیالیستی را تقسیم‌بندی کرده‌است. فلسفه سوسیالیسم دولتی اولین بار به‌صراحت توسط فردیناند لاسال توضیح داده‌شد. برخلاف دیدگاه کارل مارکس، لاسال مفهوم دولت را به‌عنوان ساختار قدرت طبقاتی که کارکرد اصلی آن حفظ ساختارهای طبقاتی موجود بود را رد کرد. همچنین فردیناند لاسال دیدگاه مارکسیستی «مرگ دولت» را رد کرد. لاسال دولت را موجودیتی مستقل از وفاداری طبقاتی و ابزاری برای عدالت می‌دانست که برای دستیابی به سوسیالیسم ضروری است.
مفاهیم اولیه سوسیالیسم دولتی توسط فیلسوفان آنارشیست و لیبرترین که با مفهوم دولت مخالف بودند بیان شد. میخائیل باکونین در کتاب «دولت‌گرایی و بی‌دولتی» یک گرایش دولت‌گرایانه را در جنبش مارکسیستی شناسایی کرد که آن را در مقابل سوسیالیسم لیبرترین قرار داد و آن را به فلسفه مارکس نسبت داد. باکونین پیش‌بینی کرد که تئوری مارکس در مورد گذار از سرمایه‌داری به سوسیالیسم که شامل به دست‌گرفتن قدرت دولتی توسط طبقه کارگر در دیکتاتوری پرولتاریا می‌شود، در نهایت منجر به تصاحب قدرت توسط دستگاه دولتی خواهد شد که در جهت منافع شخصی خود عمل می‌کند و به‌جای استقرار سوسیالیسم شکل جدیدی از سرمایه‌داری را به وجود می‌آورد.
به‌عنوان یک ایدئولوژی سیاسی، سوسیالیسم دولتی در طول انقلاب‌های بلشویکی، لنینیستی و بعداً مارکسیستی–لنینیستی در قرن بیستم که در آن‌ها کنترل تک‌حزبی بر دولت و به‌طور گسترده بر حوزه‌های سیاسی و اقتصادی جامعه به‌عنوان ابزاری برای حفاظت از انقلاب در برابر شورش ضد انقلاب و تهاجم خارجی توجیه می‌شد، به اوج خود رسید. تئوری استالینیستی سوسیالیسم در یک کشور، تلاشی برای مشروعیت‌بخشیدن به فعالیت‌های دولت‌محور سیاسیون برای تسریع صنعتی‌شدن اتحاد جماهیر شوروی بود.